# Vrt (Kočevje, Slovenija)
Vrt je naselje u slovenskoj Općini Kočevju. Vrt se nalazi u pokrajini Dolenjskoj i statističkoj regiji Jugoistočnoj Sloveniji. 

## Stanovništvo
Prema popisu stanovništva iz 2002. godine naselje je imalo 0 stanovnika.